# あみだくじ

あみだくじの仕組みの説明

あみだくじ（阿弥陀籤）とは、線のはしに当たりはずれなどを書いて隠し、各自が引き当てるくじのこと。現在は、平行線の間に横線を入れ、はしご状にすることが多い。
もともとは、人数分の線を引き、一端にそれぞれ異なる金額を書いて隠し、各自が引き当てた金額を出させ、集めた金で茶菓子などを買い、平等に分配する仕組みだった
。現在では、用途は広がっており、何かの順番を決めたり、何かで言い争った場合に○を引き当てた方が勝ちとしたりして、幅広く利用されている。

## 論理
数学的には横線が何本あっても、重複することはない。このことは数学的帰納法や背理法で証明できる。

## 由来
あみだくじは、室町時代から行われていたが、現在のあみだくじと違い、真ん中から外に向かって放射線状に人数分の線を書いて、それを引いたものであった。
これが阿弥陀如来の後光に似ていたことから、古くは「あみだのひかり」と呼ばれていたが、のちに「あみだくじ」とも呼ばれるようになった。

## 方法
一般的に行われている方法は以下の通り。

### 用意
1. 紙にクジに参加する人数分だけ縦線を平行に引く。
2. 一方の線端（上側）には氏名などを記入するための欄を空けておき、もう一方（下側）にはクジの結果をあらかじめ書いておく。
3. 梯子状に横線を書くが、互い違いとなり横線が2つより多くの縦線に触れてはならない。
4. 公平性を確認するため、クジの用意者以外の参加者も自由に横線を書き加える。この際、クジの下線端は紙を折るなどして見えないようにする。
5. ジャンケンなどで上線端を選ぶ順序を決定する。

### 引き方
1. 順序に従い、重複しないように任意の線端を選んでゆく。
2. 全員が上線端を選びしるしなどを付け終わった後、クジの下線端を開く。
3. 各々、自分の線を下へ辿ってゆく。辿るルールとしては、必ず下方向へ行く、横線があれば必ず曲がる、がある。
4. たどり着いた場所に書いてあることが選んだクジの結果となる。

## 確率
隣の縦線を結ぶ横棒のみを書くという標準的なルールでは、横棒がランダムに書かれたとしても、あみだくじでそれぞれのくじに当たる確率は等しくない

。
これは、横棒が非常に少ないケースを考えればわかりやすい。もし横棒が1本もなければ、真下のくじが確率1 (100%) で当たる。1本なら、当たりうるのは真下かその隣のみで（それぞれの確率はくじの本数による）、ほかのくじの確率は0である。
横棒によるくじの入れ替えは1次元ランダムウォークなので、横棒の数が十分に多いと、確率分布は正規分布に漸近し、その平均は真下、標準偏差は通過する横棒の本数の期待値の平方根となる（ただし、分布の裾野が右か左の端に達すると、より複雑な挙動を見せる）。つまり、真下が最も確率が高く、離れるにつれて確率が低くなる。これは横棒が増えるほど平坦になるが、決して完全に平坦にはならない。
確率をおおよそ（完全にではない）等しくするには、上で述べた標準偏差 σ が、くじの本数を N として N － 1 程度より大きければよい（正確な計算をするには適切な定数係数を求める必要があるが、ここでは定数係数を省略しておおざっぱな推算をする）。1本の横棒に着目すると N 人中2人がその横棒を通過するので、おおよそ必要な横棒の本数を n とすると、
{\displaystyle N-1\lesssim \sigma ={\sqrt {\frac {2n}{N}}}\approx {\sqrt {\frac {n}{N}}}}
となり（ここでも定数係数を省略した）、これから
{\displaystyle n\gtrsim N(N-1)^{2}}
となる。くじが5本でも、100本程度は横棒を引かないと、確率はほぼ等しくはならない。実際のあみだくじではそんなに多くの横棒を引かないので、確率の不均等はかなり残ることになる。
またもうひとつの問題として偶奇性がある。1人1本ずつの横棒を書くなど横棒の数が決まっているなら、偶数本なら偶置換、奇数本なら奇置換しかおこらない。たとえば、横棒が奇数本なら、全員が真下のくじを引くという結果は決して起こらない。ただし、意味が同じくじがある（外れはどれでも同じなど）ケースではこれは問題とはならない。

## あみだくじを題材にした作品など
- アミダばばあ - 明石家さんまが「オレたちひょうきん族」で演じたキャラクター。
- アミダー - コナミが発売したゲームソフト。
- アミーダくん 阿弥陀 - ココナッツジャパンが発売したゲームソフト。
- とらきちのトラキッチン - オインクゲームズが発売したゲームソフト。
- 阿・弥・陀 - Collavierが発売したゲームソフト。